# Marake
Marake so ljudsko glasbilo Puerto Rica, Kube, Venezuele ter številnih narodov v Karibih in Latinski Ameriki. Marake prištevamo med preprosta tolkalna glasbila (v skupino idiofonih glasbil - ki zvenijo sama). Navadno marake uporabljamo v parih. Posamezna maraka je izdelana iz lesenega ročaja, na katerega je pritrjena lupina buče ali kokosovega oreha in napolnjena s semeni. Marake so sicer lahko izdelane tudi iz usnja ali plastike. Zrna v notranjosti lupine zaropotajo, če glasbilo potresemo. 
Marake izhajajo iz Afrike in so bili v času črnskega zasužnjevanja prenešeni v Južno Ameriko. Večina ljudi jih pozna pod imenom ropotulje, čeprav se dejanske ropotulje razlikujejo od marakasov že po videzu. Poznamo tudi afriške marake, ki pa se od navadnih razlikujejo po tem, da kamenčkov nimajo v notranjosti, ampak je okoli marak ohlapna mreža, na katero so navezane koralde, ki ob stiku z marakami zaropočejo.